# 150 карбованців «Ігри XXII Олімпіади в Москві (Дискобол)»
Ігри XXII Олімпіади в Москві (Дискобол) (рос. Игры XXII Олимпиады в Москве (Дискобол)) — платинова ювілейна монета СРСР вартістю 150 карбованців, випущена 1 січня 1978 року. Монета присвячена XXII Літнім Олімпійським іграм у Москві, які відбулися з 19 липня по 3 серпня 1980 року — це були перші в історії Олімпійські ігри на території Східної Європи, а також перші Олімпійські ігри, проведені в соціалістичній країні. Частина змагань Олімпіади-1980 проводилася в інших містах Радянського Союзу, а саме: вітрильні регати стартували в Талліні; попередні ігри і чвертьфінали футбольного турніру відбулися в Києві, Ленінграді та Мінську; змагання з кульової стрільби пройшли на стрільбищі «Динамо» в підмосковних Митищах. Ігри відомі тим, що понад 50 країн бойкотували Олімпіаду в зв'язку з введенням в 1979 році радянських військ в Афганістан. Деякі спортсмени з країн, що бойкотували Ігри, все ж приїхали в Москву і виступали під олімпійським прапором. Цей бойкот став однією з основних причин відповідного бойкоту Радянським Союзом та низкою його союзників наступних літніх Олімпійських ігор у Лос-Анджелесі в 1984 році.

## Тематика
Метання диска (Дискобол) — дисципліна, яка полягає в метанні спеціального спортивного снаряда — диска, на дальність. Відноситься до метань і входить в технічні види легкоатлетичної програми. Вимагає від спортсменів сили та координації рухів. Є олімпійською дисципліною легкої атлетики для чоловіків з 1896 року, для жінок з 1928 року. Входить до складу легкоатлетичного багатоборства.

## Історія
У 1977—1980 роках на честь Олімпіади-80, що проходила в Москві, були викарбувані перші монети з дорогоцінних металів. В обіг була випущена серія з 39 пам'ятних монет зі срібла, золота і платини, які користувалися на міжнародному нумізматичному ринку заслуженою популярністю. Випуск цих монет привернув увагу широкого кола нумізматів у всьому світі. Монети зі срібла (28 монет) номіналом 5 і 10 карбованців були об'єднані в шість серій: «Географічна серія», «Швидше», «Вище», «Сильніше», «Спорт і грація», «Народні види спорту». На монетах із золота номіналом 100 карбованців (6 монет) зображені різні спортивні споруди, види спорту і пам'ятки міст СРСР, у яких відбулися Ігри. Олімпійська серія мала великі для монет з дорогоцінних металів тиражі (від 30 тисяч штук платинових монет до 450 тисяч срібних).
Монети карбувалися на Ленінградському монетному дворі (ЛМД).

## Опис та характеристики монети
| Номінал крб. | Метал   | Проба | Маса (гр) | Діаметр (мм) | Товщина (мм) | Гурт                    | Тираж штук                 |
| ------------ | ------- | ----- | --------- | ------------ | ------------ | ----------------------- | -------------------------- |
| 150          | платина | 999   | 15.55     | 28           | 1.5          | рубчастий (240 рифлень) | 33.256 (анц) 19.853 (пруф) |

### Аверс
Зверху герб СРСР з 15 витками стрічки, ліворуч від нього літери «СС», праворуч «СР», нижче подвійна риса, під нею позначення номіналу монети цифра «150» і нижче слово «РУБЛЕЙ».

### Реверс
Зліва і зверху уздовж канта слова «ИГРЫ XXII ОЛИМПИАДЫ», праворуч розділені крапкою слово «МОСКВА» і рік проведення XXII Олімпіади «1980», в середині зліва атлет з диском, праворуч емблема XXII Олімпійських ігор, під атлетом монограма монетного двору «ЛМД», знизу у канта рік випуску монети «1978».

### Гурт
Рубчастий (240 рифлень).

## Автори
- Художник: В. А. Єрмаков
- Скульптор: С. М. Іванов